# Gil Shaham
Gil Shaham (Urbana, Illinois, 19 de febrero de 1971) es un violinista estadounidense de origen israelí, considerado uno de los mejores exponentes de su generación, junto a Vadim Repin, Maksim Venguérov y Joshua Bell.

## Datos biográficos

### Primeros años
Sus padres se mudaron a Israel cuando él tenía dos años. Ambos eran científicos: Jacob Shaham, astrofísico, y Meira Diskin, citogenetista.
A los 10 años debutó con la Orquesta Sinfónica de Jerusalén y con la Filarmónica de Israel, y fue admitido a la Juilliard School, donde estudió con Dorothy DeLay y Hyo Kang. Tanto él como su hermana, la pianista Orli Shaham, asistieron a la Universidad de Columbia.
La carrera de Shaham despegó en 1989, cuando se le pidió que reemplazara a Itzhak Perlman, que estaba enfermo, para una serie de conciertos con Michael Tilson Thomas y la Orquesta Sinfónica de Londres. Voló a Londres en un solo día y tocó el Concierto para violín no. 1, de Max Bruch, y el Concierto para violín, de Jean Sibelius, con los que recibió críticas entusiastas.

### Orquestas
Shaham ha actuado con numerosas orquestas de primera línea, entre ellas la Orquesta Filarmónica de Nueva York, la Filarmónica de Berlín, la Filarmónica de Israel, la Sinfónica de Pittsburgh, la Sinfónica de Singapur y la Sinfónica de Barcelona.[cita requerida]

### Madurez interpretativa
Una de sus obras más emblemáticas es el Concierto para violín de Erich Wolfgang Korngold, cuya interpretación ha sido calificada como "actuación brillante, casi en éxtasis" (Los Angeles Times), y que ha interpretado con Zubin Mehta y la Filarmónica de Viena en el Carnegie Hall.
Su exploración a largo plazo de “Los conciertos para violín de los años 30” –calificada por el Musical America como "uno de los conceptos de programación más imaginativos en años"- siguió en la temporada 2016, con las interpretaciones del Segundo concierto de Bela Bartók junto a las orquestas de Los Ángeles y Atlanta; el Segundo concierto de Serguéi Prokófiev, con Michael Tilson Thomas y la Orquesta Sinfónica de San Francisco; Samuel Barber, con la Orquesta Filarmónica de Luisiana y la de México y Alban Berg con la Orquesta Sinfónica de la Radio de Berlín y la Orquesta Sinfónica de la Radio Bávara en Múnich, París y en el Carnegie Hall.[cita requerida]
Con las orquestas sinfónicas de Detroit, de Singapur y la BBC de Londres, Shaham interpreta los estrenos mundiales, en Asia y en Europa de un nuevo concierto del compositor Bright Sheng.[cita requerida]
En la temporada 2012/13, Shaham estrenó la obra Nigunim para violín y piano, del compositor israelí Avner Dorman. Se trata de la pieza central de Nigunim: melodías hebreas, un nuevo álbum que Shaham grabó con su hermana -la pianista Orli Shaham- y editó en su propio sello, Canary Classics, en junio de 2013. Según el Buffalo News, "el virtuosismo de Shaham en este disco es de tal extravagancia pirotécnica y ferocidad y su apasionada belleza tan cálida que promete convertirse en una de las grabaciones más destacadas de la larga carrera de Shaham y una de las mejores grabaciones intimistas de violín que probablemente nadie escuche en mucho tiempo”. “Los Shaham lograr abrumadora alturas de expresividad", dijo la revista The Strad. "Estamos ante una grabación amorosamente producida y presentada de una música de belleza inquietante”.
Sus grabaciones han ganado prestigiosos premios, incluyendo varios premios Grammy, un Grand Prix du Disque, Diapason d'Or, y el Editor’s Choice de Gramophone.

### Instrumento
Shaham toca un Stradivarius de 1699, el "Comtesse de Polignac".

### Vida familiar
Está casado con la violinista Adele Anthony, con quien tiene tres hijos: Elijah (nacido en 2002), Ella Mei (nacida en 2005) y Simon Louis (nacido en 2011).

## Discografía
Ha grabado más de veinte discos con el sello Deutsche Grammophon, dos álbumes con música de Serguéi Prokófiev y Gabriel Fauré para Vanguard y una grabación del Triple concierto, de Ludwig van Beethoven, con David Zinman, Truls Mørk y Yefim Bronfman para Arte Nova. Es favorito de directores como Claudio Abbado, Gustavo Dudamel, Pierre Boulez, André Previn y Colin Davis. 
Sus últimas grabaciones se editan en su sello Canary Classics, que fundó en 2004. Incluyen los Conciertos para violín de Franz Joseph Haydn y el Octeto de Felix Mendelssohn con los Solistas de Sejong; Sarasate: obras para violín virtuoso junto a Adele Anthony, Akira Eguchi y la Orquesta Sinfónica de Castilla y León; el Concierto para violín, de Edward Elgar, con la Orquesta Sinfónica de Chicago y David Zinman; The Butterfly Lovers, de Chen Gang y He Zhanhao, y del Concierto para violín, de Piotr Ilich Chaikovski, con la Orquesta Sinfónica de Singapur; el Trío para piano, de Chaikovski, con Yefim Bronfman y Truls Mørk; The Prokofiev Album y Mozart in Paris]], ambos con Orli Shaham, y The Fauré Album, con Akira Eguchi y Brinton Smith. Sus próximas grabaciones incluyen la integral para violín solo de Bach y varias partes del proyecto “Los conciertos para violín de los años 30”.
- Mendelssohn, Bruch: Violin Concertos (1990)
- Schumann: Works for Violin and Piano (1990)
- Franck/Saint-Saëns: Violin Sonatas (con Gerhard Oppitz) (1991)
- Paganini: Concerto for Violin and Orchestra (1992)
- Wieniawski: Violin Concertos Nos. 1 and 2 (1992)
- Sibelius/Tchaikovsky: Violin Concertos (1993)
- Samuel Barber: Violin Concerto; Erich Wolfgang Korngold: Violin Concerto and Much Ado about Nothing Suite (con Andre Previn y la London Symphony Orchestra) (1994)
- Paganini for Two (con Göran Söllscher) (1994)
- Vivaldi: The Four Seasons (con Orpheus Chamber Orchestra) (1995)
- Prokofiev: Violin Concertos Nos. 1 and 2 (1996)
- Violin Romances (con Orpheus Chamber Orchestra) (1996)
- Dvořák for Two (con Orli Shaham) (1997)
- The Fiddler of the Opera (con Jascha Heifetz) (1997)
- Israel Philharmonic 60th Anniversary Gala Concert (1997)
- Berlin Gala: A Salute to Carmen (con Anne Sofie von Otter y Roberto Alagna) (1998)
- American Scenes (Works of Copland, Previn, Barber, Gershwin) (1998)
- Glazunov/Kabalevsky: Meeting in Moscow (1998)
- Bartók: Violin Concerto No. 2 (1999)
- Pärt: Tabula Rasa (1999)
- Devil's Dance (2000)
- Two Worlds (con Lee Ritenour y Dave Grusin) (2000)
- John Williams: Treesong (2001)
- Messiaen: Quartet for the End of Time (con Myung-Whun Chung) (2001)
- Brahms: Violin Concerto in D Major (con Jian Wang) (2002)
- Schubert for Two (con Göran Söllscher) (2003)
- The Fauré Album (2003)
- Prokofiev: Works for Violin and Piano (con Orli Shaham) (2004)
- Beethoven: Triple Concerto/Septet (con David Zinman y Yefim Bronfman) (2006)
- The Butterfly Lovers' Concerto for Violin/Tchaikovsky: Violin Concerto (2007)
- Mozart in Paris (con Orli Shaham) (2008)
- Elgar: Violin Concerto (2008)
- Tchaikovsky: Piano Trio in A Minor (con Yefim Bronfman y Truls Mørk) (2008)
- Sarasate: Virtuoso Violin Works (con Adele Anthony) (2009)
- Haydn and Mendelssohn: Violin Concertos (con The Sejong Soloists) (2010)
- Nigunim: Hebrew Melodies (con Orli Shaham) (2013)
- 1930s Violin Concertos (2014)
- Bach: Sonatas and Partitas for Solo Violin (2015)

## Reconocimientos
- Avery Fisher Career Grant (1990)
- Premio Internacional de la Accademia Chigiana de Siena (1992)
- Grammy Award for Best Chamber Music Performance: André Previn & Gil Shaham por American Scenes (Works of Copland, Previn, Barber, Gershwin) (1999)
- Avery Fisher Award (2008) Presentado por Gustavo Dudamel en el Lincoln Center con música de Pablo de Sarasate en el Stanley H. Kaplan Penthouse.[8]
- Instrumentalista del año, de Musical América (2012)[9]